# Cantorchilus guarayanus
Cantorchilus guarayanus е вид птица от семейство Troglodytidae.

## Разпространение
Видът е разпространен в Боливия, Бразилия и Парагвай.